# Sopubia graminicola
Sopubia graminicola är en snyltrotsväxtart som beskrevs av Arthur Wallis Exell. Sopubia graminicola ingår i släktet Sopubia och familjen snyltrotsväxter. Inga underarter finns listade i Catalogue of Life.